# وو-تنگ کلن وارد می شود (۳۶ ایوان)
وو-تنگ کلن وارد می شود (۳۶ ایوان) (انگلیسی: Enter the Wu-Tang (36 Chambers)) نخستین جٌنگ استودیویی گروه هیپ هاپ آمریکایی وو-تنگ کلن است که در ۹ نوامبر ۱۹۹۳ توسط لود رکوردز و آرسی‌ای رکوردز پخش شد. ضبط این جٌنگ در اواخر سال ۱۹۹۲ تا اوایل سال ۱۹۹۳ در استودیو فایرهووس در شهر نیویورک انجام شد. رزا تولید کننده این جنگ است. نام این جنگ از فیلم های هنرهای رزمی اژدها وارد می شود (۱۹۷۳) و سی و ششمین ایوان شائولین (۱۹۷۸) گرفته شده است.
صدای متمایز و تاریک وو-تنگ کلن وارد می شود (۳۶ ایوان) تبدیل به نقشه ای برای سبک هاردکور هیپ هاپ در دهه ۱۹۹۰ میلادی شد و به بازگرداندن هیپ هاپ ساحل شرقی به جایگاه از دست رفته خود در دنیا هیپ هاپ کمک کرد. بیت های آن در شکل دهی بیت های هیپ هاپ امروزی بسیار تأثیرگذار بودند، همچنین سروده های رک و بی پرده، طنزآمیز و آزادانه اعضای گروه تبدیل به الگویی برای بسیاری از رپکن های بعدی هیپ هاپ شد. وو-تنگ کلن وارد می شود (۳۶‌ ایوان) به عنوان یک جنگ برجسته در دوران رنسانس هیپ هاپ ساحل شرقی به حساب می آید. تأثیر این اثر باعث شد که راه برای ورود چندین رپر دیگر نیویورکی مانند ناس، بیگ ال، نوتوریوس بی.آی.جی، ماب دیپ و جی-زی به دنیا هیپ هاپ باز شود.
با وجود اینکه بیت های وو-تنگ کلن وارد می شود (۳۶ ایوان) صدای متمایز و زیرزمینی دارند، اما توانست به فروش شگفت‌انگیزی دست پیدا کند و در نمودار بیلبورد ۲۰۰ ایالات متحده به رتبه ۴۱ برسد و در هفته اول خود ۳۰٬۰۰۰ نسخه به فروش برساند. در سال ۱۹۹۵ توسط انجمن صنعت ضبط آمریکا گواهی پلاتینیوم را دریافت کرد و در اکتبر سال ۲۰۱۸ گواهی پلاتینیوم سه گانه را دریافت کرد. وو-تنگ کلن وارد می شود (۳۶ ایوان) در ابتدا نقدهای مثبتی از اکثر منتقدان موسیقی دریافت کرد؛ اما با گذر زمان به‌عنوان یکی از مهم‌ترین جنگ های دهه ۱۹۹۰ و همچنین یکی از بهترین جنگ های هیپ هاپ تمام دوران شناخته می شود. در سال ۲۰۲۰ این جنگ در فهرست ۵۰۰ آلبوم برتر تمام دوران مجله رولینگ استون در رتبه ۲۷ آن قرار گرفت. همچنین در همان سال توسط کتابخانه کنگره ملی ایالات متحده ثبت ملی ثبت شد.